# Заимка Качерского
Заимка Качерского (Усадьба Качерского) — охотничий домик в Червенском районе Минской области на территории Клинокского сельсовета, ранее здесь располагался хутор Заберезянка (бел. Заберазанка).

## Географическое положение
Расположен примерно в 11 километрах от райцентра и в 18 километрах от железнодорожной станции Пуховичи на линии Минск-Осиповичи на левом берегу реки Волма.

## История
Застенок Березанка известен с XIX века. Он уже существовал как минимум на 1846 год, тогда как первое упоминание о близлежащем имении Красный Берег, расположенном на берегу Волмы чуть ниже по течению, относится к 1858 году. На 1860 год насчитывал один двор.
Во второй половине XIX века населённый пункт входил в состав Клинокской волости Игуменского уезда Минской губернии. На 1908 год урочище Березанка, где насчитывался 1 двор, проживали 4 человека. На 1917 год фольварок Заберезянка в 1 двор, насчитывавший 7 жителей (4 мужчины и 3 женщины).
На 1926 год упоминается как хутор Заберезянка. Предположительно, он перестал существовать во времена коллективизации: на топографической карте РККА 1936 года каких-либо строений на месте Заберезянки не отмечено.
Во второй половине XX века на территории бывшего хутора и близлежащего лесного массива планировалось строительство садоводческого товарищества, однако позже от этих планов решено было отказаться, был построен только один дом. С момента постройки он пустовал и в середине 2000-х представлял собой развалины. По состоянию на 2017 год дом капитально отремонтирован, там поселился отшельник — некто Виталий Качерский.

## Население
- 1860 — 1 двор
- 1897 —
- 1908 — 1 двор, 4 жителя
- 1917 — 1 двор, 7 жителей
- 1926 —
- 2017 — 1 двор, 1 житель